# 1467
سنة 1467 كانت سنة بسيطة تبدأ يوم الخميس (الرابط يظهر نموذج التقويم الكامل للسنة) من التقويم اليولياني.

## أحداث
- تأسيس مدينة تيتشي وتقع حاليا في بولندا.
- بداية حروب أونين في 1467 والتي انتهت في 1477.
- بداية حروب أونين في 1467 والتي انتهت في 1477.

## مواليد
- بيدرو ألفاريز كابرال
- خير الدين بربروس

## وفيات
- إليانور البرتغالية إمبراطورة رومانية مقدسة
- الظاهر سيف الدين خشقدم سياسي مصري
- جهان شاه حاكم قراقويونلو، شاعر
- سليمان بن سايمون دوران
- فيليب الطيب
- محمد بن ثعلب الشيرازي طبيب إيراني